# Doré c. Barreau du Québec
Doré c. Barreau du Québec est un arrêt important de la Cour suprême du Canada en matière de déontologie des avocats, lequel a été rendu en 2012.

## Les faits
À titre de juge, Jean-Guy Boilard préside, de 2001 à 2002, le mégaprocès des Hells Angels arrêtés dans le cadre de l'Opération Printemps 2001.
Le 18 et 19 juin 2001, alors qu'il entend une demande d'arrêt des procédures d'un des accusés, il se montre particulièrement virulent à l'encontre de l'avocat de la défense, Gilles Doré. Dans le jugement qu'il rend le 21 juin 2001, il se montre très critique envers l'avocat Doré qu'il accuse de faire de la « rhétorique ronflante et de l'hyperbole » et d'être outrecuidant. L'avocat Gilles Doré lui répond par une lettre, devenu encore plus critique :

« Monsieur,
Je sors à peine de cour. Il y a quelques minutes, vous cachant lâchement derrière votre statut, vous avez tenu à mon égard des propos aussi injustes qu’injustifiés, parsemés ici et là dans une décision dont la bonne foi sera vraisemblablement débattue devant notre Cour d’appel.
Comme vous vous êtes défilé rapidement et avez refusé de m’entendre, je choisis la forme épistolaire pour répondre à titre purement personnel aux propos tout aussi personnels que vous vous êtes permis à mon endroit. La présente est donc d’homme à homme, hors le circuit de ma profession et de vos fonctions.
Si ce qui suit ne vous a jamais été signalé, il était grand temps que ça le soit. Si votre incapacité chronique à maîtriser quelque aptitude sociale (« social skills » vous qui aimez tant l’anglais) vous a amené à adopter un comportement pédant, hargneux et mesquin dans votre vie de tous les jours, peu m’importe; cela semble après tout vous convenir.
[...]
En effet, vos connaissances juridiques qui semblent rallier l’approbation d’un certain nombre de vos collègues, sont loin d’être suffisantes pour faire de vous ce que vous auriez pu et du être au plan professionnel. Votre détermination à évacuer toute humanité de votre magistrature, votre capacité d’écoute à toutes fins pratiques nulle et votre propension à vous servir de votre tribune — de laquelle vous n’avez pas le courage de faire face à l’expression d’opinions contraires aux vôtres — pour vous adonner à des attaques personnelles d’une mesquinerie à ce point repoussante qu’elles en sont vulgaires, non seulement confirme l’être exécrable qu’on devine mais encore, font de votre magistrature une honte pour ce poste extraordinairement important qui vous fut jadis confié.
J’aurais bien aimé vous en faire part personnellement mais je doute fort que dans votre arrogance et en l’absence de votre paravent judiciaire, vous soyez capable de faire face à vos détracteurs.
Pis encore, vous avez la pire des tares pour un homme de votre position : vous êtes foncièrement injuste et je doute que cela puisse changer un jour.
Sincèrement,
Gilles Doré
P.S. Comme cette missive est à titre purement personnelle, je ne vois nullement la nécessité d’en faire la diffusion. »

## Suites disciplinaires

### L'avocat Doré
L'avocat Doré est quant à lui suspendu pour 21 jours à la suite de sa lettre.

### Le juge Boilard
La plainte de l'avocat Doré est transmise au Conseil de la magistrature qui envoie une lettre au juge Boilard lui reprochant son comportement. Le comité indique : 

« La preuve décèle un manque flagrant de respect envers un officier de la Cour, dont Me Doré qui, en tout temps, est néanmoins resté respectueux envers le Tribunal.  La preuve révèle en outre des écarts d’impatience de votre part qui surprennent, face au devoir de tout juge d’écouter les parties et les avocats en toute sérénité.  Le sous‑comité est d’avis qu’en abusant ainsi de votre pouvoir de magistrat, vous avez non seulement terni votre image de justicier mais vous avez également porté atteinte à la magistrature, dont l’image en est sortie malheureusement amoindrie. »

Le 22 juillet 2002, Boilard décide de se retirer du mégaprocès des Hells Angels. Il se fait remplacer par le juge Réjean Paul.
Pour ce désistement inattendu, il fait l'objet d'une plainte auprès du Conseil canadien de la magistrature. Il est finalement blanchi.

## Historique judiciaire subséquent
Doré conteste la mesure disciplinaire dont il est l'objet. Le Comité de discipline du Barreau rejette l'argument de Doré. Ensuite, il fait appel de cette décision devant le Tribunal des professions, qui rejette la demande de Doré, estimant  qu'il n'a pas fait preuve d'objectivité.
La Cour supérieure du Québec maintient le jugement du Tribunal des professions. La Cour d'appel rejette la demande en pourvoi, a confirmé la réprimande et a refusé l'argument de la liberté d'expression en fondant son analyse sur le test Oakes de l'article 1 de la Charte canadienne des droits et libertés.

## Décision de la Cour suprême
La Cour suprême a jugé que «  un avocat qui critique un juge ou le système judiciaire n’est pas automatiquement passible d’une réprimande.  Une telle critique, même exprimée vigoureusement, peut être constructive.  Cependant, dans le contexte d’audiences disciplinaires, une telle critique sera évaluée à la lumière des attentes raisonnables du public quant au professionnalisme dont un avocat doit faire preuve.  Comme l’a conclu le Comité de discipline, la lettre de Doré ne satisfait pas à ces attentes.  Son mécontentement à l’égard du juge était légitime, mais la teneur de sa réponse ne l’était pas.
À la lumière du degré excessif de vitupération dans le contenu de la lettre et de son ton, la conclusion du Comité selon lequel la lettre de D justifiait qu’il soit réprimandé repose sur un juste équilibre, soit un équilibre proportionné, entre le droit de D à la libre expression et l’objectif de la loi qui consiste à garantir que les avocats agissent avec « objectivité, modération et dignité ».  Par conséquent, cette décision est raisonnable.»
La seule question portée en appel devant la Cour était de savoir si la décision du Conseil de discipline portait atteinte à son droit à la liberté d'expression en vertu de l'art. 2b) de la Charte.

### Incidence théorique en droit administratif
Une décision unanime a été rédigée par la juge Abella.
La Cour a conclu qu'une approche plus souple est nécessaire pour appliquer les valeurs de la Charte aux décisions de droit administratif touchant une seule personne, et qu'une pleine application de l'art. 1 analyse a créé trop de difficultés.
La Cour a poursuivi en concluant que la norme de contrôle applicable à la décision d'un tribunal administratif en ce qui concerne l'incidence sur les droits garantis par la Charte d'une personne en particulier est la « décision raisonnable » et non la « décision  correcte ». Autrement dit, une cour de révision n'interviendra que si la décision était déraisonnable. Si la décision était raisonnable, même si le tribunal de révision serait parvenu à une conclusion différente, le tribunal de révision n'interviendra pas.
Compte tenu de la norme de contrôle, la Cour a conclu qu'une décision sera raisonnable si le décideur met en balance les valeurs de la Charte et les objectifs de la loi en procédant comme suit :
1. Considérer quels sont les objectifs de la loi.
2. Déterminer comment les valeurs de la Charte en cause sont mieux protégées compte tenu des objectifs de la loi.

Un tribunal qui contrôle la décision du décideur doit décider si la décision reflète une mise en balance proportionnelle des protections de la Charte en question.
En appliquant l'analyse ci-dessus au cas de Doré, la Cour a conclu que la question était de savoir comment équilibrer le droit à la liberté d'expression et la critique ouverte du processus judiciaire avec la nécessité d'assurer la civilité dans la profession juridique. La Cour a ensuite conclu que la décision du Conseil de discipline de réprimander Doré n'est pas une mise en balance déraisonnable.